# Morze międzykontynentalne

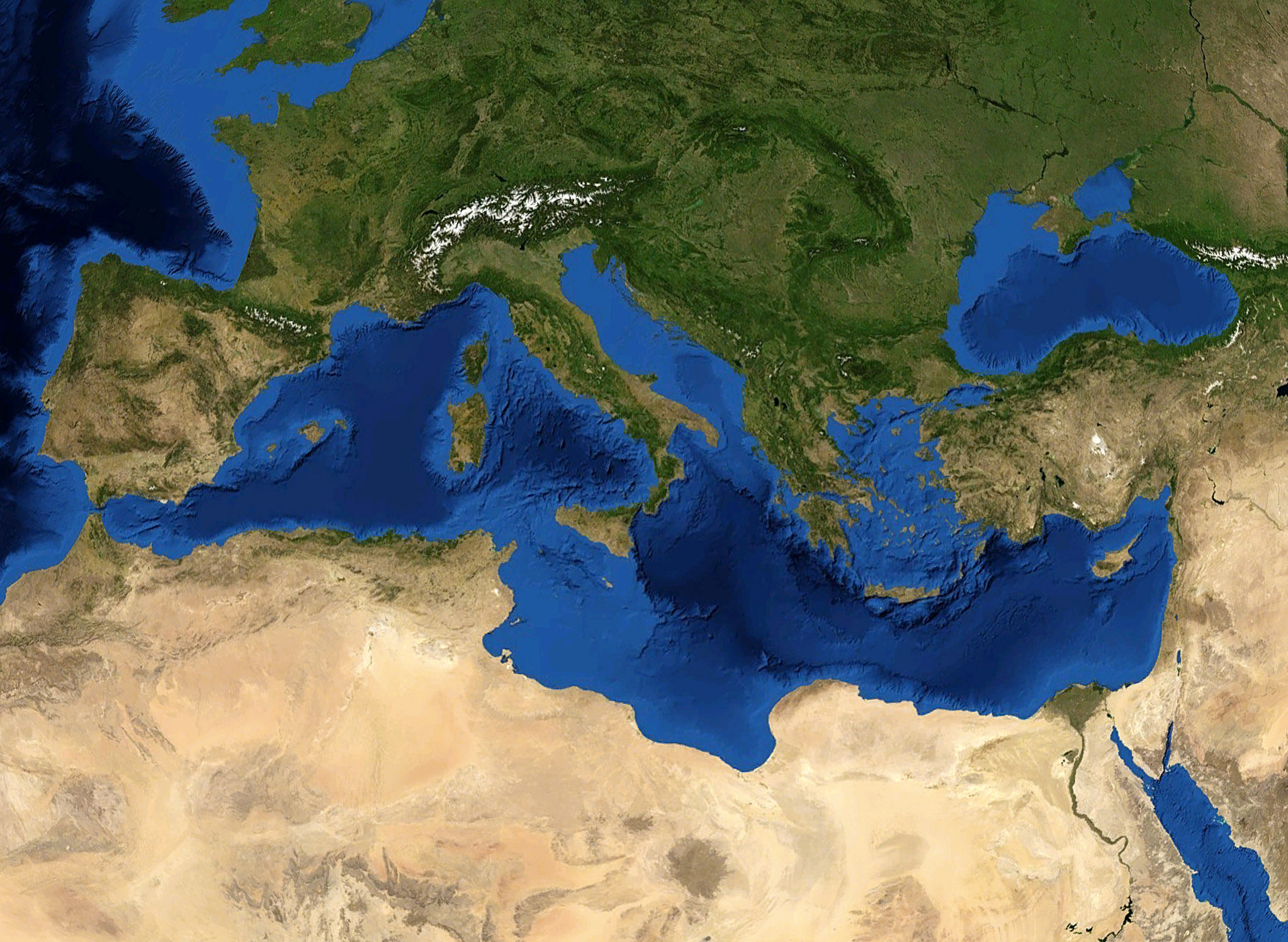
Morze Śródziemne - przykład morza międzykontynentalnego

Morze międzykontynentalne – morze otoczone lądem różnych kontynentów, zazwyczaj głębokie, powstałe w miejscu spękań skorupy ziemskiej. 